# International Open Challenge World Championship
 (mars 2021).

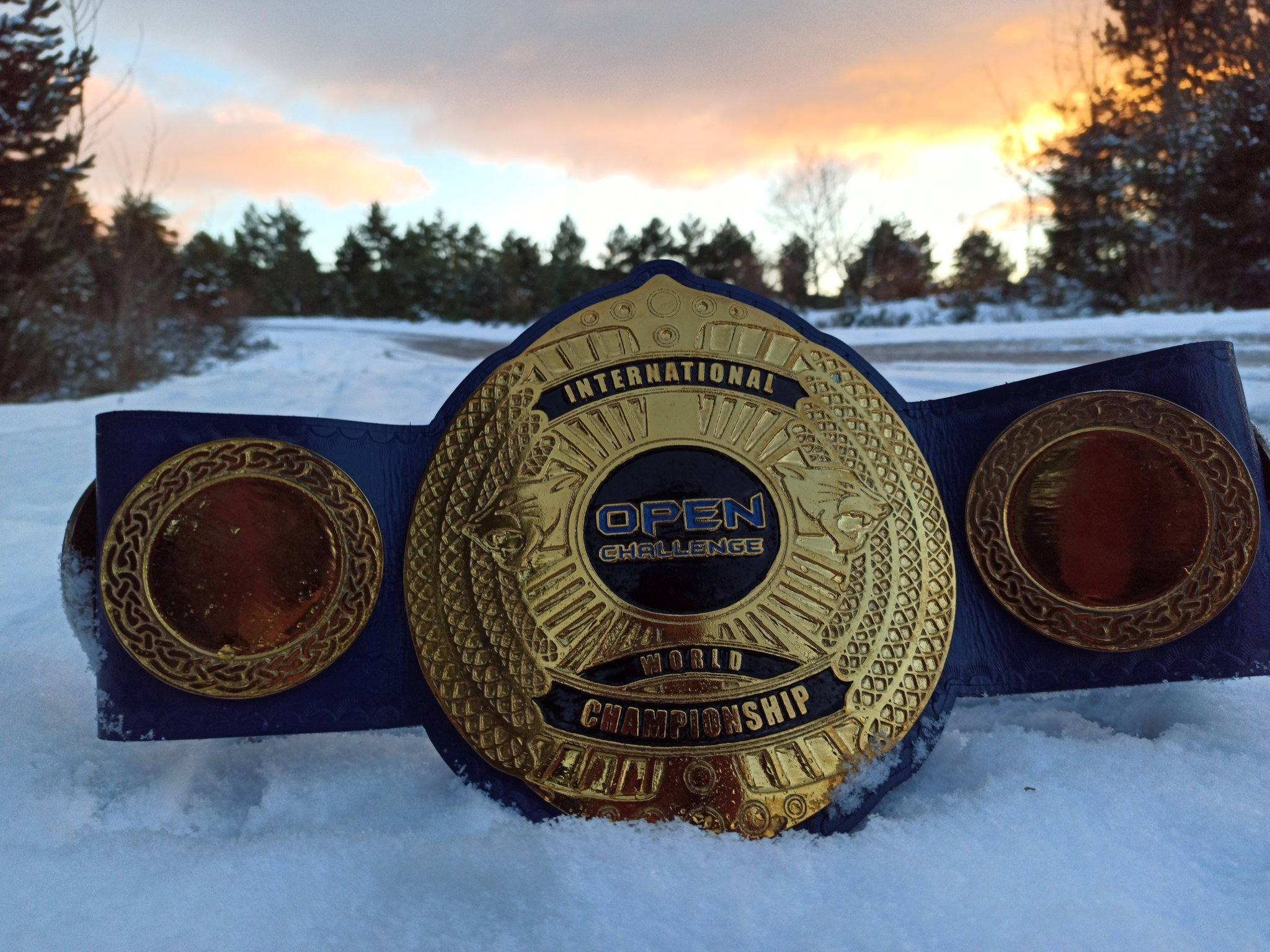
Ceinture dédiée au vainqueur du championnat

Le International Open Challenge World Championship (IOCWChampionship) est un championnat du monde de lutte professionnelle,,  créé en Espagne. Il se caractérise par le fait qu'il ne s'agit pas d'un championnat spécifique d'une entreprise, mais d'une ceinture qui est disputée dans différentes entreprises à travers le monde,.

## Historie

### Origines et premières années (2020-2023)
Le championnat a été présenté le 12 novembre 2020  par son créateur Miguel Pérez et par le commentateur de Triple A Hugo Savinovich. En raison de la situation engendrée par la pandémie COVID 19, son entrée en jeu a été reportée au 27 mars 2021.
La première défense du championnat est prévue le 27 mars 2021 lors de l'événement "For The Love of Wrestling" de la compagnie National Championship Wrestling. Il sera au Blue Wave Center en Virginie occidentale et sera bientôt diffusé sur PPV différé via FITE TV. Les premiers combattants à concourir pour la ceinture sont Rayo, Desean Pratt et Clay.
Le 8 avril 2021, le Diario As a annoncé de nouvelles défenses du championnat dans les états d'Alabama et d'Illinois. Le même soir, Hugo Savinovich a annoncé que le championnat serait prochainement défendu au Panama. Le 22 avril 2021, le Diario As a révélé qu'un championnat féminin, le International Womens Open Challenge World Championship, serait créé sous le même commissaire. De plus, il a été annoncé que le merchandising du championnat serait disponible sur Pro Wrestling Tees. Le 28 avril 2021, il a été annoncé que le championnat serait défendu dans l'entreprise Maryland Championship Wrestling.
Le 21 mai 2021, il a été annoncé que le champion Rayo avait passé un essai avec la WWE, faisant du IOCW Championship le championnat ayant envoyé l'un de ses champions à la WWE le plus rapidement de l'histoire, avec moins de deux mois d'existence. Après la publication des noms des lutteurs ayant participé à l'essai, l'acteur et lutteur chilien Ariel Levy a exigé une opportunité pour le championnat avant que la WWE n'annonce les résultats. Le CEO Miguel Pérez a organisé un combat entre les deux à Miami, en Floride. Ce combat s'est terminé avec Ariel Levy comme nouveau champion, bien que Rayo ait récupéré le championnat en utilisant sa clause de revanche deux jours plus tard.
Le 6 septembre 2021, il a été annoncé que Rayo défendrait le championnat dans les rues d'El Paso contre l'ancien lutteur de la WWE Cinta de Oro, lors d'un événement spécial pour célébrer la construction de maisons pour les enfants sans abri de la ville. Le 21 septembre, l'ancien champion de la WWE Alberto del Río a annoncé sa présence à l'événement pour accompagner Cinta de Oro. La lutte a suscité une grande attente et a été suivie de près par la chaîne de télévision Univision. Le 22 septembre, Cinta de Oro a été proclamé nouveau champion en battant Rayo dans les rues d'El Paso avec l'aide d'Alberto El Patrón.
Le 23 septembre, il a été annoncé que le dernier espace de parrainage du championnat serait occupé par le YouTuber Warge. Après la victoire de Cinta de Oro, Televisa a invité le lutteur à l'émission Vamos América, où il a exprimé son amour pour le Club América lors du 40e anniversaire du club.
Pour la dixième défense du championnat, la première défense de la ceinture en dehors des États-Unis a eu lieu au Mexique, le 31 octobre, lors d'un combat Fatal 4 Way où Cinta de Oro a affronté le champion du monde de Ring of Honor Bandido, le champion par équipe d'AEW Penta el 0M, et le champion de tercias de Triple A Texano Jr. Cinta de Oro a également remporté ce combat. Après cela, il a été annoncé que la ceinture serait défendue à Porto Rico contre El Cuervo dans l'entreprise LAWE, propriété d'Orlando Colón. Le combat s'est terminé avec le champion conservant son titre.
En janvier 2022, en raison de l'apparition de la variante Omicron du COVID-19, les défenses du titre ont été suspendues pour des raisons de sécurité et de santé. Ainsi, les défenses prévues au Royaume-Uni, à Porto Rico et au Qatar ont été annulées. En juillet 2022, Cinta de Oro a présenté son livre "El Verdadero Campeonato" à Ciudad Juárez, une autobiographie de sa carrière inspirée par le championnat. Cela a coïncidé avec l'annonce du retour de Cinta de Oro pour lutter à Ciudad Juárez.
Au cours de la première moitié de l'année 2022, certaines personnalités du monde du football, comme le footballeur Adama Traoré, et du monde de la tauromachie, comme Antonio García "El Chihuahua", ont exprimé leur soutien. Le comédien Franco Escamilla a invité le champion Cinta de Oro à son émission Tirando Bola. Il a également participé à des émissions comme Latido Podcast ou au programme de Werevertumorro.
Le 13 juillet 2022, il a été annoncé que le championnat reprendrait son activité habituelle après la pandémie et que l'Espagne serait le prochain pays à accueillir une défense. Cinta de Oro a choisi son adversaire après l'entraînement, et ce fut le lutteur espagnol Red Amethys, contre lequel il a retenu le championnat. Le champion Cinta de Oro a été annoncé le 15 septembre 2022 comme le 295e lutteur du PWI 500, marquant la première apparition du championnat dans cette liste. La première défense du championnat après sa classification dans le PWI 500 a eu lieu au Nouveau-Mexique contre El Cobarde NJ lors d'un événement caritatif, où le champion a été victorieux.

### Nouvelle ère post-COVID-19: La ceinture noire et l'art Alebrije (avril 2023 - décembre 2023)
En avril 2023, un nouveau design du championnat a été présenté, avec une ceinture noire et une amélioration de la qualité des finitions. Cette deuxième étape est marquée par la possibilité d'étendre réellement le projet comme prévu à l'origine, la plupart des restrictions de voyage ayant disparu. Le 7 mai 2023, Cinta de Oro a battu Ráfaga Jr. à l'Arena Coliseo de Chihuahua pour conserver le championnat, et quelques semaines plus tard, il a battu la légende de la lutte Juventud Guerrera.
Le 1er octobre 2023, le deuxième festival de lutte de Ciudad Juárez a eu lieu. Le combat principal de cette célébration était un match pour le IOCW Championship où le champion Cinta de Oro a battu Andrade avec l'intervention de Texano Jr. et de Cinta de Oro Jr. Cela a marqué les débuts de Cinta de Oro Jr. dans un événement de lutte. Lors de ce show, une version du championnat a été présentée avec un retour à la couleur bleue, décorée avec de l'art alebrije, créé par des artistes et artisans de Oaxaca. Lors du 2e festival de lutte de Ciudad Juárez, Cinta de Oro a affronté Andrade "El Ídolo" pour le championnat, mais le match s'est terminé par un nul après l'intervention de plusieurs lutteurs. À la suite du combat et de l'agitation sur les réseaux sociaux provoquée par Andrade à propos du résultat, le CEO Miguel Pérez a décrété qu'il y aurait une revanche à El Paso, Texas, et que ce match serait supervisé et devrait avoir un gagnant.

### Andrade devient le nouveau champion représentant All Elite Wrestling et signe avec la WWE (décembre 2023 - Actualité)
Lors du premier événement de l'entreprise Cinta de Oro Promotions, Andrade a été proclamé nouveau champion en battant Cinta de Oro. Après cette victoire, Andrade a signé avec la WWE et a fait son retour lors du WWE Royal Rumble 2024. Un match revanche entre Cinta de Oro et Andrade a été organisé à Gómez Palacio, Durango, où Cinta de Oro a récupéré le championnat lors d'un match d'échelles contre Andrade, Pentagon Jr., et Diamante Azul.

### Nouveaux championnats annoncés
Après la victoire de Cinta de Oro, les championnats par équipe et féminin du IOCW ont été annoncés. Lors de l'événement "Noche de Campeones", Cinta de Oro a défendu avec succès le championnat contre Bobby Lee Jr. Après le combat, Cinta a annoncé qu'il donnerait une revanche à Bobby dans sa ville natale de León, Guanajuato. Le 14 avril 2024, Bobby Lee Jr. a battu Cinta de Oro pour devenir champion mondial pour la première fois en plus de 37 ans de carrière.
Le 7 juillet 2024, Cinta de Oro est devenu champion pour la troisième fois en battant Bobby Lee Jr., Pentagon Jr., et DMT Azul dans un match d'échelles à Oaxaca.

## Combats
Liste des combats pour le Championnat du Monde International Open Challenge
| Combat                                                                 | Gagnant            | Date              | Entreprise              | Événement                                  | Lieu                      | Pays       | Notes        |
| ---------------------------------------------------------------------- | ------------------ | ----------------- | ----------------------- | ------------------------------------------ | ------------------------- | ---------- | ------------ |
| Rayo vs. Desean Pratt vs. Clay                                         | Rayo               | 27 mars 2021      | NCW                     | For The Love of Wrestling                  | Huntington, West Virginia | États-Unis | Couronnement |
| Rayo vs. Clay                                                          | Rayo               | 10 avril 2021     | NCW                     | 9th Year Anniversary Show                  | Fort Lauderdale, Floride  | États-Unis |              |
| Rayo vs. Jon Averson                                                   | Rayo               | 11 avril 2021     | CWA                     | GWF vs. CWA                                | Orlando, Floride          | États-Unis |              |
| Rayo vs. Tony P. Wright vs. Treehouse Lee vs. Bryan Idol               | Rayo               | 17 avril 2021     | CCW                     | Anniversary Show                           | Miami, Floride            | États-Unis |              |
| Rayo vs. Ariel Levy                                                    | Ariel Levy         | 23 mai 2021       | CCW                     | Bash at the Brew 6                         | Miami, Floride            | États-Unis |              |
| Ariel Levy vs. Rayo                                                    | Rayo               | 25 mai 2021       | Pro Wrestling Action    | USA vs. The World                          | Orlando, Floride          | États-Unis |              |
| Rayo vs. Cinta de Oro                                                  | Cinta de Oro       | 21 septembre 2021 | Special Street Fight    | Construcción de casas para niños sin hogar | El Paso, Texas            | États-Unis |              |
| Cinta de Oro vs. Bandido vs. Penta 0M vs. Texano Jr.                   | Cinta de Oro       | 31 octobre 2021   | KAOZ Lucha Libre        | Mexican Halloween Party                    | Monterrey, Nuevo León     | Mexique    |              |
| Cinta de Oro vs. Cuervo de Puerto Rico                                 | Cinta de Oro       | 6 novembre 2021   | LAWE                    | LAWE: La Revancha                          | San Juan                  | Porto Rico |              |
| Cinta de Oro vs. Ráfaga Jr.                                            | Cinta de Oro       | 7 mai 2023        | Independent             | Lucha en la Arena Coliseo                  | Chihuahua, Chihuahua      | Mexique    |              |
| Cinta de Oro vs. Juventud Guerrera                                     | Cinta de Oro       | 3 juin 2023       | Independent             |                                            | Chihuahua, Chihuahua      | Mexique    |              |
| Cinta de Oro vs. Andrade "El Ídolo"                                    | Nul                | 1 octobre 2023    | Lucha Promociones       | 2nd Wrestling Festival of Ciudad Juárez    | Ciudad Juárez, Chihuahua  | Mexique    |              |
| Andrade "El Ídolo" vs. Cinta de Oro                                    | Andrade "El Ídolo" | 25 décembre 2023  | Cinta de Oro Promotions |                                            | El Paso, Texas            | États-Unis |              |
| Andrade "El Ídolo" vs. Cinta de Oro vs. Pentagon Jr. vs. Diamante Azul | Cinta de Oro       | 15 février 2024   | Lucha Azteca            |                                            | Gómez Palacio, Durango    | Mexique    |              |
| Cinta de Oro vs. Bobby Lee Jr.                                         | Bobby Lee Jr.      | 14 avril 2024     | Lucha Azteca            |                                            | León, Guanajuato          | Mexique    |              |
| Cinta de Oro vs. Bobby Lee Jr. vs. Pentagon Jr. vs. DMT Azul           | Cinta de Oro       | 7 juillet 2024    |                         |                                            | Oaxaca, Oaxaca            | Mexique    |              |

## Champions
Champions du Championnat du Monde International Open Challenge (IOCWChampionship)
| N.º | Luchador           | Nationalité | Règne | Date       | Jours en tant que champion | Défenses | Événement                 | Entreprise                      | Lieu                                         | Observations                                                                              |
| --- | ------------------ | ----------- | ----- | ---------- | -------------------------- | -------- | ------------------------- | ------------------------------- | -------------------------------------------- | ----------------------------------------------------------------------------------------- |
| 1   | Rayo               | Pérou       | 1     | 27/03/2021 | 82                         | 5        | For The Love of Wrestling | National Championship Wrestling | Follansbee, Virginie-Occidentale, États-Unis | Premier champion de l'histoire. A battu Desean Pratt et Clay dans un Triple Threat Match. |
| 2   | Ariel Levy         | Chili       | 1     | 18/06/2021 | 2                          | 0        | Wynwood Fight District    | Coastal Championship Wrestling  | Miami, Floride, États-Unis                   |                                                                                           |
| 3   | Rayo               | Pérou       | 2     | 20/06/2021 | 62                         | 0        | Who’s Your Daddy?         | Coastal Championship Wrestling  | Miami, Floride, États-Unis                   |                                                                                           |
| 4   | Cinta de Oro       | États-Unis  | 1     | 22/09/2021 | 796                        | 7        | HOME                      | Lucha Frontera                  | El Paso, Texas, États-Unis                   |                                                                                           |
| 5   | Andrade "El Ídolo" | Mexique     | 1     | 26/11/2023 | 24                         | 0        | Cuentas Pendientes        | Cinta de Oro Promotions         | El Paso, Texas, États-Unis                   |                                                                                           |
| 6   | Cinta de Oro       | États-Unis  | 2     | 21/12/2023 | 115                        | 1        | Dioses Del Ring           | Olimpico Laguna                 | Gomez Palacio, Durango, Mexique              | A battu Andrade "El Ídolo", DMT Azul et Pentagon Jr. dans un match d'échelle.             |
| 7   | Bobby Lee Jr.      | Mexique     | 1     | 14/04/2024 | 84                         | 0        | La Leyenda Continua       | Cinta de Oro Promotions         | León de los Aldama, Guanajuato, Mexique      |                                                                                           |
| 8   | Cinta de Oro       | États-Unis  | 3     | 07/07/2024 | +12                        | -        | Noche de Luchagetza       | Cinta de Oro Promotions         | Oaxaca, Mexique                              | A battu Bobby Lee Jr., DMT Azul et Galeno del Mal dans un match d'échelle.                |

## Total des jours avec le titre
À la date du 19 juillet 2024
+ Indique le champion actuel.
| N.º | Champion           | Règnes | Total des jours |
| --- | ------------------ | ------ | --------------- |
| 1   | Cinta de Oro       | 3      | 923+            |
| 2   | Rayo               | 2      | 114             |
| 4   | Bobby Lee Jr.      | 1      | 84              |
| 3   | Andrade "El Ídolo" | 1      | 24              |
| 5   | Ariel Levy         | 1      | 1               |